# Vestervang (Aarhus)
 For alternative betydninger, se Vestervang. (Se også artikler, som begynder med Vestervang)
Vestervang er en boligbebyggelse beliggende nord for Botanisk Have og Den Gamle By i Aarhus.
Vestervang består af to højhusblokke med 600 lejligheder fra 1970. I 1982-1985 blev der yderligere opført to blokke med 350 lejligheder i samme område. Vestervang blev til i årene 1967-1971 i forbindelse med en af Aarhus Kommune udskrevet arkitektkonkurrence. Vinderen blev arkitekterne Friis og Moltke, som vandt både 1. og 3. præmie. 
Vestervang er beliggende på et højdedrag i byen med udsigt ind over midtbyen og Aarhusbugten. Byggeriet udgjorde en moderne arkitektur i hvidmalet beton med store rummelige lejligheder og faciliteter som elevator og underjordisk parkeringsanlæg. 
Bebyggelsen består af høje etagehuse med store altaner og lavere terrassehuse med store udestuer, der har udkig over græsplæne og Botanisk Have. Mellem blokkene har man beplantet og lavet fællesarealer, fx børnelegeplads.
56°9′51.84″N 10°11′31.34″Ø / 56.1644000°N 10.1920389°Ø